# Provincia di Ardahan
La provincia di Ardahan è una delle province della Turchia.

## Distretti

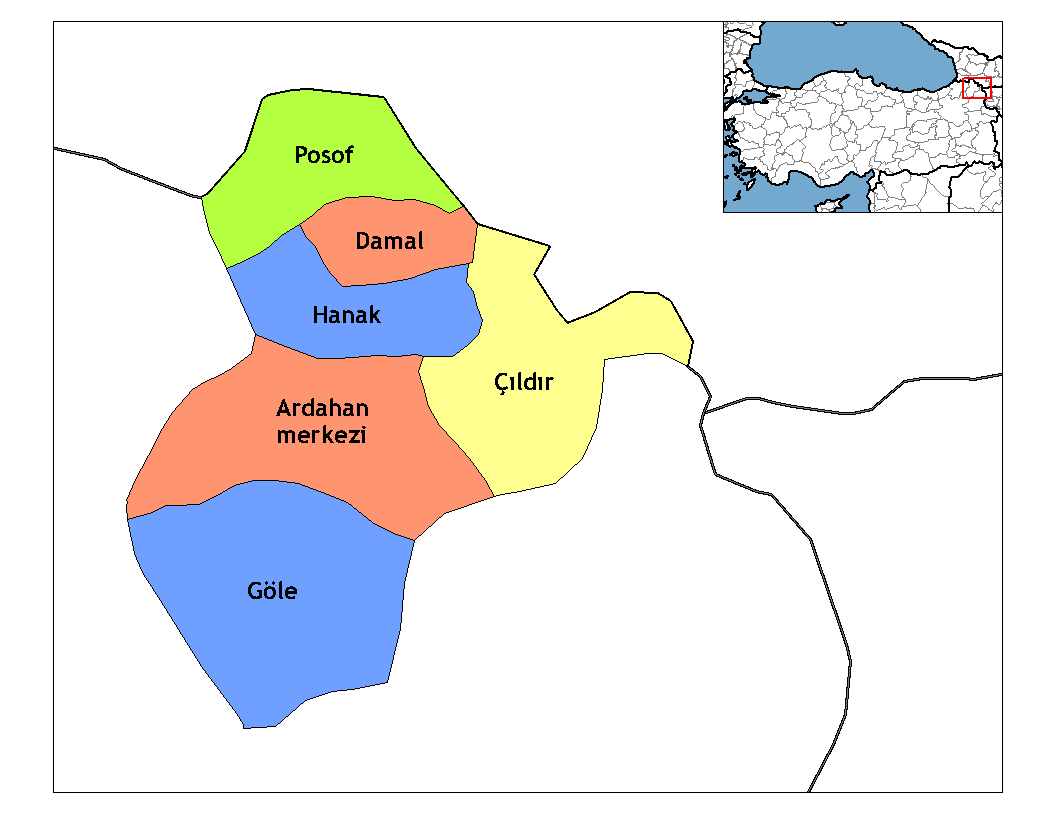
Distretti della provincia di Ardahan

La provincia è divisa in 6 distretti: 	
- Ardahan
- Çıldır
- Damal
- Göle
- Hanak
- Posof